# Diapensiaceae
Diapensiaceae é uma família de plantas angiospérmicas (plantas com flor - divisão Magnoliophyta), pertencente à ordem Ericales.
O grupo inclui cerca de 20 espécies, classificadas em 7 géneros.

## Géneros
- Berneuxia
- Diapensia
- Diplarche
- Galax
- Pyxidanthera
- Schizocodon
- Shortia